# آزمون ایشیهارا
آزمون ایشیهارا (انگلیسی: Ishihara test) یک آزمون ادراک رنگ برای تشخیص کوررنگی سرخ-سبز است. این آزمون، به نام طراح آن، دکتر شینوبو ایشیهارا، استاد دانشگاه توکیو، آزمون ایشیهارا نام گرفته است. او این آزمون‌ها را اول بار در ۱۹۱۷ منتشر کرد.

## نگارخانه

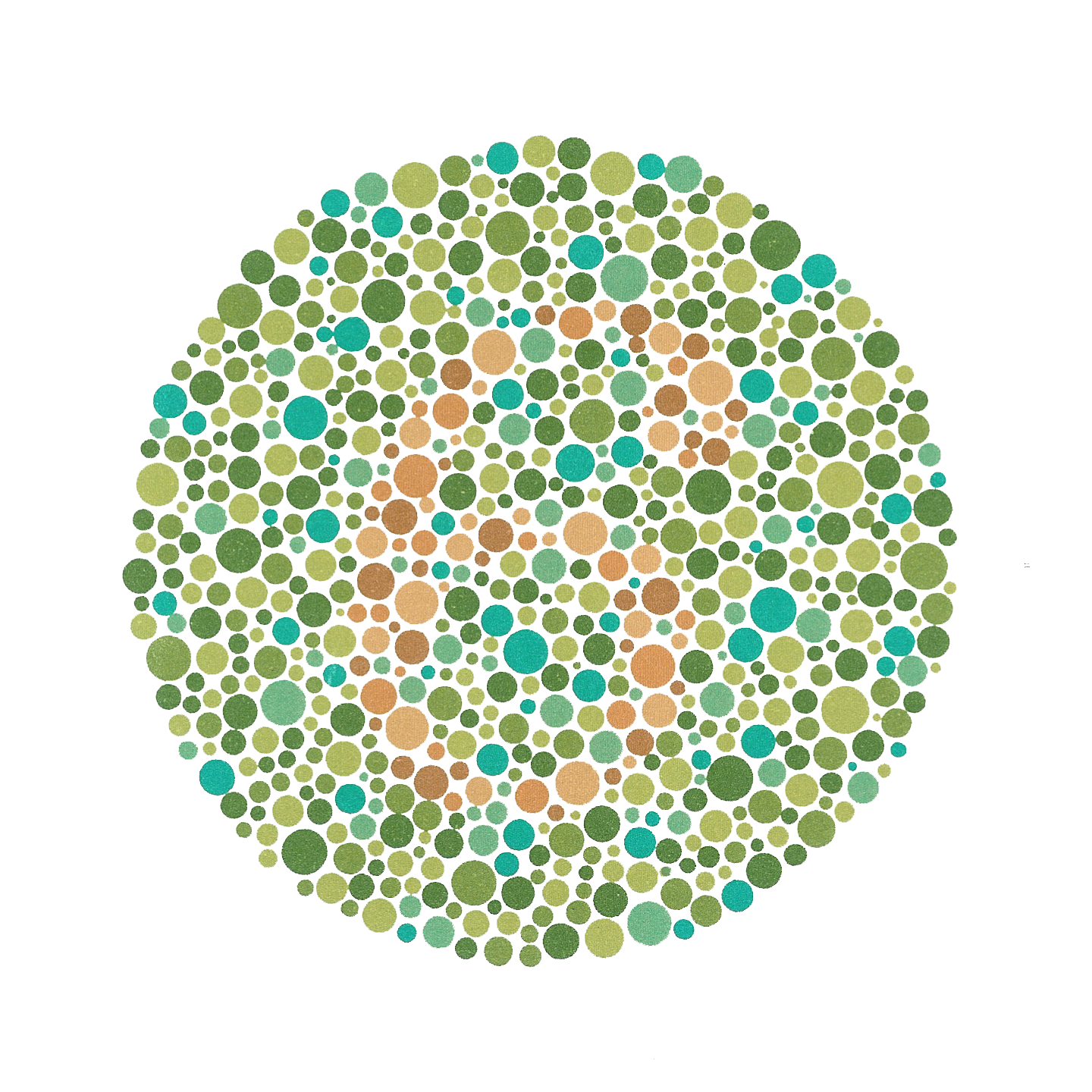
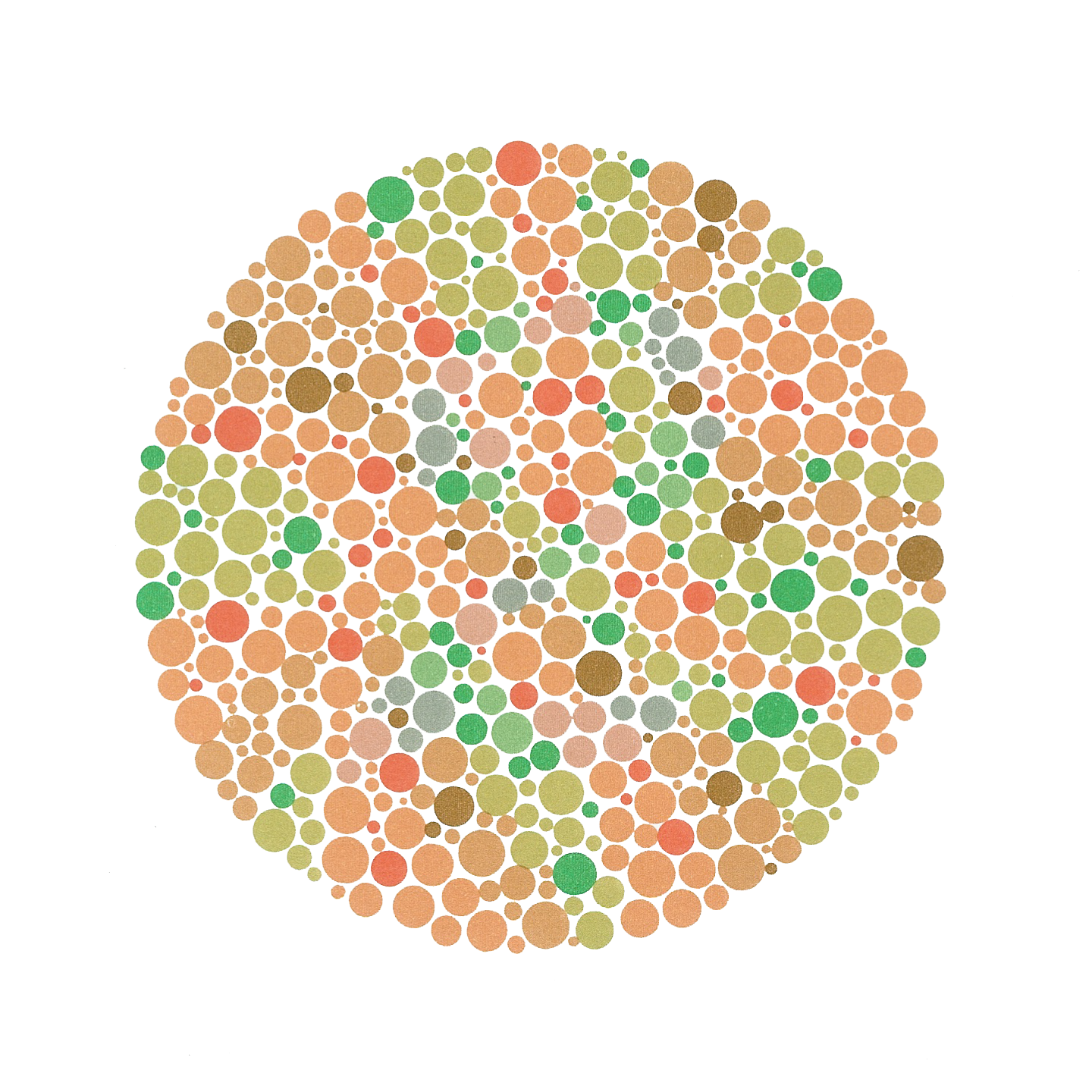
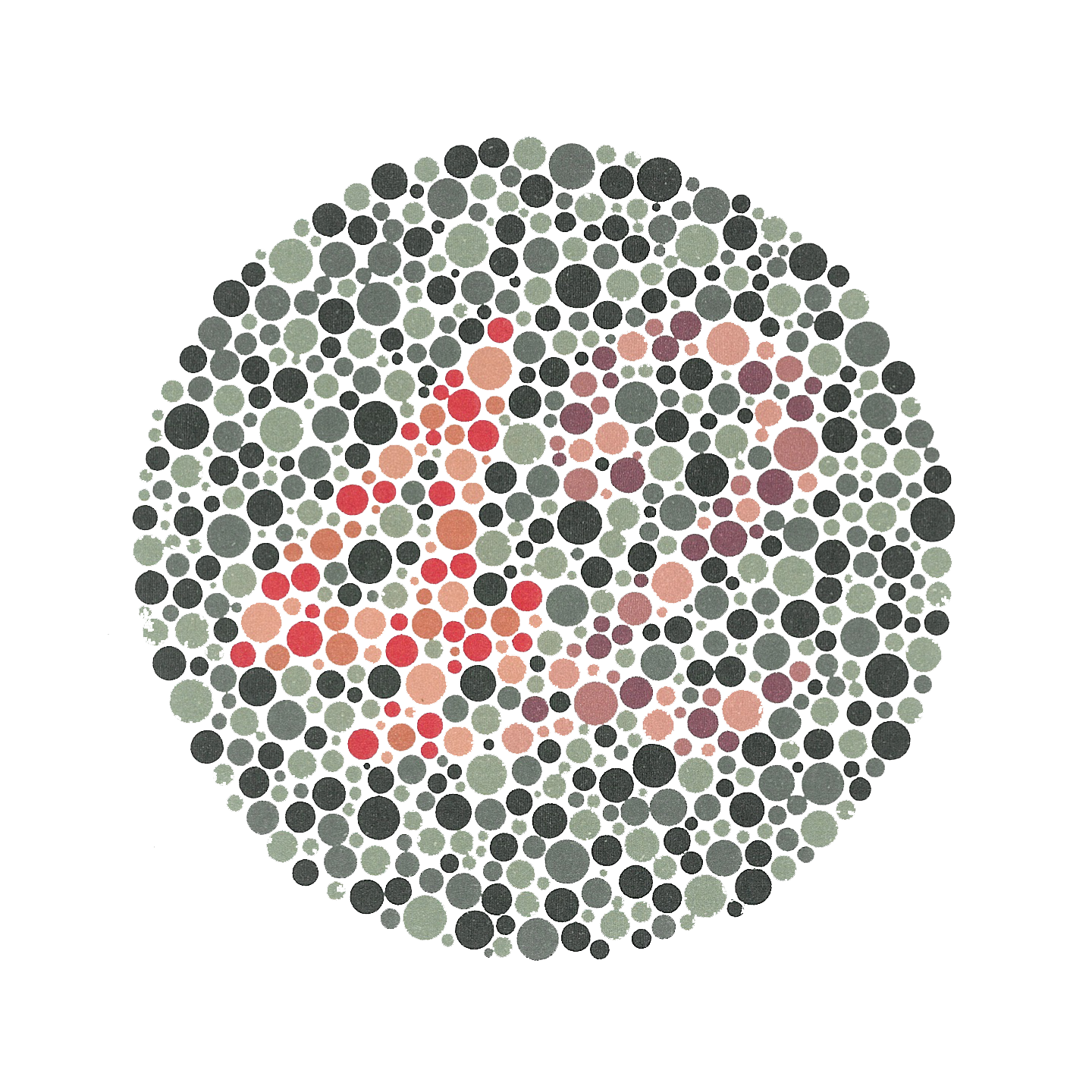